# Koninkrijkseiland
Koninkrijkseiland was de benaming voor de status die drie van de vijf eilanden van de toenmalige Nederlandse Antillen, te weten Bonaire, Sint Eustatius en Saba (de BES-eilanden), zouden moeten krijgen na ontbinding van de Nederlandse Antillen als land. De term werd uiteindelijk wegens begripsverwarring afgewezen.
De benaming werd voor het eerst gebruikt in de rondetafelconferentie over de toekomst van de Nederlandse Antillen in 1993, toen voor het eerst werd voorgesteld de Nederlandse Antillen als land te ontbinden. In referenda op de verschillende eilanden werd uiteindelijk echter gekozen om de Nederlandse Antillen te behouden en alleen te 'herstructureren'. In het rapport van de commissie-Jesurun Nu kan het... nu moet het! uit 2004, dat de Koninkrijksregering moest adviseren over de toekomst van de Nederlandse Antillen, werd wederom voorgesteld het landsverband Nederlandse Antillen op te heffen. Ook hierin wordt de term Koninkrijkseiland gebruikt om de voorgestelde directe band van deze drie eilanden met Nederland aan te geven.
In het voorstel van de commissie-Jesurun maken de Koninkrijkseilanden geen deel uit van het Nederlandse staatsbestel, maar is hun positie in het Statuut verankerd, omdat ze direct onder het Koninkrijk der Nederlanden vallen. In een "Rijkswet Koninkrijkseilanden" wordt voor de drie eilanden de inrichting van het bestuur geregeld en worden de grondrechten vastgelegd. De directe band met Nederland houdt in dat in deze Rijkswet ook wordt vastgelegd dat bepaalde taken, waaronder politie, justitie en de vertegenwoordiging in de Rijksministerraad, worden opgedragen aan Nederland.
In referenda op Bonaire en Saba werd in 2004 en 2005 inderdaad voor een directe betrekking met Nederland gekozen. Sint Eustatius koos wederom voor het voortbestaan van de Nederlandse Antillen, maar stond daarin nu alleen: Sint Maarten en Curaçao kozen voor een status aparte. Sint Eustatius koos daarop ook voor een directe band met Nederland.
In een advies van de Raad van State van het Koninkrijk van 18 september 2006 omtrent de hervorming van de staatkundige verhoudingen van de Antilliaanse eilanden binnen het Koninkrijk werd de term Koninkrijkseiland uitdrukkelijk afgeraden. Deze zou naar de mening van de Raad van State impliceren dat de eilanden geen directe band met Nederland, maar met het Koninkrijk krijgen en het bestuur gevoerd zou worden door alle landen in het Koninkrijk der Nederlanden (Nederland, Aruba, Curaçao en Sint Maarten) samen. De bedoeling werd echter om de drie eilanden door het land Nederland te laten besturen, hetgeen door de Nederlandse regering en de drie eilanden is overeengekomen op 11 oktober 2006. De benaming Koninkrijkseiland is hiermee komen te vervallen. Besloten werd de eilanden nu openbare lichamen ("bijzondere gemeenten") te laten worden, bestuurd overeenkomstig de Wet openbare lichamen Bonaire, Sint Eustatius en Saba, waarbij bij het wetsontwerp de Gemeentewet als uitgangspunt is genomen. Op 10 oktober 2010 werd dit besluit van kracht.